# Европско првенство у атлетици на отвореном 1966 — 800 метара за жене
Такмичење у трчању на 800 метара у женској конкуренцији на 7. Европском првенству у атлетици 1966. одржано је 2., 3. и 4. септембра у Будимпешти на Непстадиону.
Титулу освојену у Београду 1962, није бранила Герда Кран из Холандије.

## Земље учеснице
Учествовало је 29 такмичарки из 16 земаља. 
1. Албанија (1)
2. Белгија (1)
3. Данска (1)
4. Западна Немачка (3)
5. Ирска (1)
6. Источна Немачка (2)
7. Италија (1)
8. Југославија (1)
9. Мађарска (3)
10. Норвешка (1)
11. Пољска (3)
12. Румунија (3)
13. СССР (3)
14. Уједињено Краљевство (2)
15. Холандија (1)
16. Чехословачка (2)

## Рекорди
| Рекорди пре почетка Европског првенства 1966.     | Рекорди пре почетка Европског првенства 1966. | Рекорди пре почетка Европског првенства 1966. | Рекорди пре почетка Европског првенства 1966. | Рекорди пре почетка Европског првенства 1966. | Рекорди пре почетка Европског првенства 1966. |
| ------------------------------------------------- | --------------------------------------------- | --------------------------------------------- | --------------------------------------------- | --------------------------------------------- | --------------------------------------------- |
| Светски рекорд                                    | Шин Кеум-Дан                                  | Северна Кореја                                | 1:58,0                                        | Пјонгјанг, Северна Кореја                     | 5. септембар 1964.                            |
| Европски рекорд                                   | Ен Пакер                                      | Велика Британија                              | 2:01,1                                        | Токио, Јапан                                  | 20. октобар 1964.                             |
| Рекорди европских првенстава                      | Герда Кран                                    | Холандија                                     | 2:02,8                                        | Београд, Југославија                          | 16. септембар 1962.                           |
| Рекорди после завршетка Европског првенства 1966. |                                               |                                               |                                               |                                               |                                               |
| Рекорди европских првенстава                      | Вера Николић                                  | Југославија                                   | =2:02,8                                       | Будимпешта, Мађарска                          | 4. септембар 1966.                            |

## Освајачи медаља
|                            |                    |                                   |
| Вера Николић · Југославија | Жужа Сабо Мађарска | Антје Глајшфелд · Западна Немачка |

## Сатница
| Датум        | Време | Коло          |
| ------------ | ----- | ------------- |
| 2. септембар |       | Квалификације |
| 3. септембар |       | Полуфинале    |
| 4. септембар |       | Финале        |

## Резултати

### Квалификације
У квалификацијама такмичарке су биле подељене у четири групе. За полуфинале квалификовале су се по 4 првопласиране из све четири групе (КВ).
| Пласман | Група | Атлетичарка       | Земља                | Резултат | Белешке |
| ------- | ----- | ----------------- | -------------------- | -------- | ------- |
| 1.      | 3     | Антје Глајшфелд   | Западна Немачка      | 2:05,5   | КВ      |
| 2.      | 3     | Ала Кривошчекова  | СССР                 | 2:05,6   | КВ      |
| 3.      | 3     | Сара Жентелеки    | Мађарска             | 2:05,6   | КВ      |
| 4.      | 3     | Регина Клајнау    | Источна Немачка      | 2:05,8   | КВ      |
| 5.      | 3     | Данута Вјежбовска | Пољска               | 2:06,1   |         |
| 6.      | 4     | Жужа Сабо         | Мађарска             | 2:06,9   | КВ      |
| 7.      | 4     | Пем Пирси         | Уједињено Краљевство | 2:07,2   | КВ      |
| 8.      | 4     | Вера Муханова     | СССР                 | 2:07,3   | КВ      |
| 9.      | 3     | Мари Ингрова      | Чехословачка         | 2:07,5   | НР      |
| 10.     | 4     | Паола Пигни       | Италија              | 2:07,5   | КВ      |
| 11.     | 1     | Вера Николић      | Југославија          | 2:08,5   | КВ      |
| 12.     | 2     | Иља Ламан         | Холандија            | 2:08,8   | КВ      |
| 13.     | 2     | Илеана Силај      | Румунија             | 2:08,8   | КВ      |
| 14.     | 1     | Валтрауд Похлиц   | Источна Немачка      | 2:08,9   | КВ      |
| 15.     | 1     | Анита Ворнер      | Западна Немачка      | 2:09,0   | КВ      |
| 16.     | 2     | Карин Кеслер      | Западна Немачка      | 2:09,2   | КВ, НР  |
| 17.     | 3     | Елисабета Бачиу   | Румунија             | 2:09,2   |         |
| 18.     | 1     | Патриша Лоу       | Уједињено Краљевство | 2:09,4   | КВ      |
| 19.     | 2     | Тамара Бабинчева  | СССР                 | 2:09,5   | КВ      |
| 20.     | 4     | Доброслава Жакова | Чехословачка         | 2:09,5   |         |
| 21.     | 2     | Тереза Једрак     | Пољска               | 2:09,9   |         |
| 22.     | 2     | Jette Andersen    | Данска               | 2:10,0   |         |
| 23.     | 1     | Зофиа Калишчук    | Пољска               | 2:10,3   |         |
| 24.     | 1     | Брит Рамстад      | Норвешка             | 2:10,4   | НР      |
| 25.     | 2     | Каталин Нађ       | Мађарска             | 2:10,8   |         |
| 26.     | 1     | Флорентина Станку | Румунија             | 2:11,9   |         |
| 27.     | 4     | Francine Peyskens | Белгија              | 2:12,8   | НР      |
| 28.     | 4     | Маеве Кајл        | Ирска                | 2:13,2   |         |
| 29.     | 4     | Адиле Дани        | Албанија             | 2:13,2   | НР      |

### Полуфинале
У полуфиналу такмичарке су биле подељене у две групе. За финале квалификовале су се по 4 првопласиране из обе групе (КВ).
| Пласман | Група | Атлетичарка      | Земља                | Резултат | Белешке |
| ------- | ----- | ---------------- | -------------------- | -------- | ------- |
| 1.      | 1     | Вера Николић     | Југославија          | 2:04,2   | КВ      |
| 2.      | 1     | Антје Глајшфелд  | Западна Немачка      | 2:04,9   | КВ      |
| 3.      | 2     | Валтрауд Похлиц  | Источна Немачка      | 2:05,1   | КВ      |
| 4.      | 2     | Ала Кривошчекова | СССР                 | 2:05,1   | КВ      |
| 5.      | 1     | Жужа Сабо        | Мађарска             | 2:05,2   | КВ      |
| 6.      | 2     | Иља Ламан        | Холандија            | 2:05,4   | КВ      |
| 7.      | 1     | Вера Муханова    | СССР                 | 2:05,5   | КВ      |
| 8.      | 2     | Пем Пирси        | Уједињено Краљевство | 2:05,5   | КВ      |
| 9.      | 2     | Сара Жентелеки   | Мађарска             | 2:05,8   |         |
| 10.     | 2     | Анита Ворнер     | Западна Немачка      | 2:05,9   |         |
| 11.     | 2     | Тамара Бабинчева | СССР                 | 2:06,3   |         |
| 12.     | 2     | Илеана Силај     | Румунија             | 2:08,8   |         |
| 13.     | 2     | Карин Кеслер     | Западна Немачка      | 2:08,8   |         |
| 14.     | 1     | Патриша Лоу      | Уједињено Краљевство | 2:08,4   |         |
| 15.     | 4     | Паола Пигни      | Италија              | 2:09,2   |         |
| 16.     | 3     | Регина Клајнау   | Источна Немачка      | Диск.    |         |

### Финале
Такмичење је одржано 4. септембра 1966. године.
| Пласман | Атлетичарка      | Земља                | Време  | Белешке  |
| ------- | ---------------- | -------------------- | ------ | -------- |
|         | Вера Николић     | Југославија          | 2:02,8 | =РЕП, НР |
|         | Жужа Сабо        | Мађарска             | 2:03,1 | НР       |
|         | Антје Глајшфелд  | Западна Немачка      | 2:03,7 | НР       |
| 4.      | Пем Пирси        | Уједињено Краљевство | 2:04,1 |          |
| 5.      | Ала Кривошчекова | СССР                 | 2:04,2 |          |
| 6.      | Вера Муханова    | СССР                 | 2:04,8 |          |
| 7.      | Иља Ламан        | Холандија            | 2:05,2 |          |
| 8.      | Валтрауд Похлиц  | Источна Немачка      | 2:12,1 |          |